# Gombyn Chišigbátar
Gombyn Chišigbátar (mongolsky Гомбын Хишигбаатар * 24. srpna 1953) je bývalý mongolský zápasník, volnostylař. V roce 1976 na olympijských hrách v Montréalu obsadil čtvrté místo v kategorii do 48 kg, v roce 1980 na hrách v Moskvě vypadl ve stejné kategorii ve druhém kole.